# Gabriela Alves
Gabriela Storace Alves (sinh ngày 1 tháng 1 năm 1972 tại Rio de Janeiro) là một nữ diễn viên người Brazil.

## Tiểu sử
Năm tuổi, là một "cánh thiên thần bị gãy" trong Sítio do Picapau Amarelo. Nhưng không được coi là con gái của Tânia Alves (cha của anh, Juan Toulier, là một họa sĩ người Peru, qua đời năm 2006)  trong khoảng thời gian từ 15 đến 20 tuổi nghĩ rằng tốt nhất là ngăn chặn "họa sĩ cuộc sống", công việc đang gây hại cho nghiên cứu của họ. Tại thời điểm đó Gabriela Alves cần niềng răng, và bây giờ chắc chắn bị quên lãng bởi các đạo diễn. Sau khi hoàn thành khóa học giảng dạy, Gabriela Alves quyết định đến Hoa Kỳ để học kịch tại thành phố New York. Để hỗ trợ mình, ông làm việc như một người bán kem.
Khi trở về Brazil, Gabriela Alves làm việc với tư cách là người tổ chức sự kiện và quan hệ công chúng để lấy lại liên lạc. Đó là một trong những tiếp viên đầu tiên hoạt động ở Brazil. Gabriela Alves thích mặc quần áo của những năm 1960 để thu hút sự chú ý của khách hàng. Từ đó cởi bỏ cuộc sống nghệ thuật của mình.

## Nghề nghiệp
Gabriela Alves đã diễn xuất trong một số tiểu thuyết, như Despedida de Solteiro (1992), Mulheres de Areia (1993), Tropicaliente (1994), Salsa e Merengue (1996), chương trình O Pagador de Promessas (1988), trong số những người khác. Trong số các tác phẩm truyền hình của ông, tác phẩm đã cho ông chiếu nhiều hơn là Mulheres de Areia. Ở tuổi 22, Gabriela Alves thực sự muốn trở thành một nữ diễn viên không khi cô được mời tham gia tiểu thuyết.